# اچ‌ام‌اس آژاکس (۲۲)
اچ‌ام‌اس آژاکس (۲۲) (به انگلیسی: HMS Ajax (22)) یک کشتی بود که طول آن ۵۵۴٫۹ فوت (۱۶۹٫۱ متر) بود. این کشتی در سال ۱۹۳۴ ساخته شد.